# Armando Herrera
Armando Herrera Montoya, detto Chaparro (Chihuahua, 6 gennaio 1931 – Città del Messico, 14 ottobre 2020), è stato un cestista messicano.

## Carriera
Con il Messico disputò una edizione dei Mondiali (1959), due dei Giochi olimpici (1960 e 1964), oltre a due partecipazioni ai Giochi panamericani (1955, 1959).